# Pseudocyclosorus subfalcilobus
Pseudocyclosorus subfalcilobus là một loài thực vật có mạch trong họ Thelypteridaceae. Loài này được Ching ex K.H. Shing miêu tả khoa học đầu tiên năm 1993.